# Municipio de Valley (condado de Buffalo)
El municipio de Valley (en inglés: Valley Township) es un municipio ubicado en el condado de Buffalo en el estado estadounidense de Nebraska. En el año 2010 tenía una población de 214 habitantes y una densidad poblacional de 2,3 personas por km².

## Geografía
El municipio de Valley se encuentra ubicado en las coordenadas 40°49′47″N 98°53′35″O / 40.82972, -98.89306. Según la Oficina del Censo de los Estados Unidos, el municipio tiene una superficie total de 92.85 km², de la cual 92,85 km² corresponden a tierra firme y (0 %) 0 km² es agua.

## Demografía
Según el censo de 2010, había 214 personas residiendo en el municipio de Valley. La densidad de población era de 2,3 hab./km². De los 214 habitantes, el municipio de Valley estaba compuesto por el 96,73 % blancos, el 0,47 % eran afroamericanos, el 1,4 % eran de otras razas y el 1,4 % eran de una mezcla de razas. Del total de la población el 3,27 % eran hispanos o latinos de cualquier raza.